# Çatak (Saimbeyli)
Çatak ist ein Ortsteil (Mahalle) im Landkreis Saimbeyli der türkischen Provinz Adana mit 458 Einwohnern (Stand: Ende 2024). Im Jahr 2011 hatte der Ort 583 Einwohner.